# Telemark-Weltcup 2020
Der Telemark-Weltcup 2020 war eine vom Weltverband FIS ausgetragene Wettkampfserie im Telemarken. Sie begann am 24. Januar 2020 in Pralognan-la-Vanoise in Frankreich und endete am 8. Februar 2020 im norwegischen Rjukan enden. 
Der Wettkampf in Bad Hindelang musste aufgrund der Wetterbedingungen abgesagt werden, die Rennen in der Schweiz entfielen wegen der COVID-19-Pandemie.

## Weltcupkalender
Im Vergleich zur Saison 2019 waren die Veranstaltungen in La Thuile, Pra-Loup und Krvavec 2020 nicht mehr Teil des Weltcups. Dafür sollte der Weltcup in Samoëns, Rjukan, Mürren und Thyon Station machen.
| #      | Datum                        | Land        | Ort                  | Wettkämpfe | Wettkämpfe | Wettkämpfe |
| #      | Datum                        | Land        | Ort                  | Cl         | Sp         | Ps         |
| ------ | ---------------------------- | ----------- | -------------------- | ---------- | ---------- | ---------- |
| 1      | 24.–25. Januar 2020          | Frankreich  | Pralognan-la-Vanoise |            | 1          | 1          |
| 2      | 29. Januar – 1. Februar 2020 | Frankreich  | Samoëns              | 2          |            | 1          |
| 3      | 6.–8. Februar 2020           | Norwegen    | Rjukan               |            | 2          | 1          |
| 4      | 15.–16. Februar 2020         | Deutschland | Bad Hindelang        |            | 1          | 1          |
| 5      | 15.–16. März 2020            | Schweiz     | Mürren               |            | 1          | 1          |
| 6      | 19.–21. März 2020            | Schweiz     | Thyon                | 1          | 1          | 1          |
| Anzahl | Anzahl                       | Anzahl      | Anzahl               | 3          | 6          | 6          |

Disziplinen: Cl: Classic, Sp: Sprint, Ps: Parallelsprint

## Weltcupwertungen

### Gesamt
| Rang | Athlet              | Punkte |
| ---- | ------------------- | ------ |
| 1    | Stefan Matter       | 587    |
| 2    | Bastien Dayer       | 579    |
| 3    | Jure Aleš           | 501    |
| 4    | Nicolas Michel      | 472    |
| 5    | Jonas Schmid        | 294    |
| 6    | Elie Nabot          | 290    |
| 7    | Matti Lopez         | 269    |
| 8    | Sivert Hole         | 257    |
| 9    | Noé Claye           | 253    |
| 10   | Amund Moster Haugen | 201    |

| Rang | Athletin              | Punkte |
| ---- | --------------------- | ------ |
| 1    | Amélie Wenger-Reymond | 760    |
| 2    | Johanna Holzmann      | 557    |
| 3    | Argeline Tan-Bouquet  | 415    |
| 4    | Jasmin Taylor         | 411    |
| 5    | Beatrice Zimmermann   | 396    |
| 6    | Kaja Bjørnstadt Konow | 329    |
| 7    | Gøril Strøm Eriksen   | 247    |
| 8    | Martina Wyss          | 226    |
| 9    | Andrea Fiskaa Haugen  | 165    |
| 10   | Laly Chaucheprat      | 150    |

### Classic
| Rang | Athlet              | Punkte |
| ---- | ------------------- | ------ |
| 1    | Stefan Matter       | 200    |
| 2    | Jure Aleš           | 125    |
| 3    | Nicolas Michel      | 116    |
| 4    | Matti Lopez         | 100    |
| 5    | Bastien Dayer       | 89     |
| 6    | Romain Beney        | 82     |
| 7    | Elie Nabot          | 72     |
| 8    | Amund Moster Haugen | 68     |
| 9    | Noé Claye           | 62     |
| 10   | Leonhard Müller     | 50     |
| 10   | Cory Snyder         | 50     |

| Rang | Athletin              | Punkte |
| ---- | --------------------- | ------ |
| 1    | Amélie Wenger-Reymond | 180    |
| 2    | Johanna Holzmann      | 132    |
| 3    | Jasmin Taylor         | 120    |
| 3    | Beatrice Zimmermann   | 120    |
| 5    | Kaja Bjørnstadt Konow | 95     |
| 6    | Argeline Tan-Bouquet  | 90     |
| 7    | Laly Chaucheprat      | 65     |
| 8    | Julie Bourbon         | 61     |
| 9    | Berit Junger          | 56     |
| 10   | Andrea Fiskaa Haugen  | 50     |

### Sprint
| Rang | Athlet         | Punkte |
| ---- | -------------- | ------ |
| 1    | Bastien Dayer  | 445    |
| 2    | Nicolas Michel | 330    |
| 3    | Stefan Matter  | 327    |
| 4    | Jure Aleš      | 276    |
| 5    | Sivert Hole    | 181    |
| 6    | Elie Nabot     | 178    |
| 7    | Noé Claye      | 171    |
| 8    | Jonas Schmid   | 169    |
| 9    | Matti Lopez    | 133    |
| 10   | Jacob Alveberg | 109    |

| Rang | Athletin              | Punkte |
| ---- | --------------------- | ------ |
| 1    | Amélie Wenger-Reymond | 480    |
| 2    | Johanna Holzmann      | 385    |
| 3    | Argeline Tan-Bouquet  | 280    |
| 4    | Jasmin Taylor         | 241    |
| 5    | Beatrice Zimmermann   | 196    |
| 6    | Kaja Bjørnstadt Konow | 174    |
| 7    | Gøril Strøm Eriksen   | 169    |
| 8    | Martina Wyss          | 145    |
| 9    | Andrea Fiskaa Haugen  | 93     |
| 10   | Laly Chaucheprat      | 85     |

### Parallelsprint
| Rang | Athlet              | Punkte |
| ---- | ------------------- | ------ |
| 1    | Jure Aleš           | 100    |
| 2    | Jonas Schmid        | 80     |
| 3    | Stefan Matter       | 60     |
| 4    | Jacob Alveberg      | 50     |
| 5    | Bastien Dayer       | 45     |
| 6    | Elie Nabot          | 40     |
| 7    | Matti Lopez         | 36     |
| 8    | Sivert Hole         | 32     |
| 9    | Amund Moster Haugen | 29     |
| 10   | Nicolas Michel      | 26     |

| Rang | Athletin              | Punkte |
| ---- | --------------------- | ------ |
| 1    | Amélie Wenger-Reymond | 100    |
| 2    | Beatrice Zimmermann   | 80     |
| 3    | Kaja Bjørnstadt Konow | 60     |
| 4    | Jasmin Taylor         | 50     |
| 5    | Argeline Tan-Bouquet  | 45     |
| 6    | Johanna Holzmann      | 40     |
| 7    | Martina Wyss          | 36     |
| 8    | Gøril Strøm Eriksen   | 32     |
| 9    | Sara Felde Liljedal   | 29     |
| 10   | Ella Strøm Eriksen    | 26     |

## Podestplatzierungen Männer

### Classic
| Datum      | Ort     | 1. Platz                                 | 2. Platz                                 | 3. Platz                                 |
| ---------- | ------- | ---------------------------------------- | ---------------------------------------- | ---------------------------------------- |
| 29.01.2020 | Samoëns | Stefan Matter                            | Jure Aleš                                | Romain Beney                             |
| 30.01.2020 | Samoëns | Stefan Matter                            | Nicolas Michel                           | Bastien Dayer                            |
| 19.03.2020 | Thyon   | Aufgrund der COVID-19-Pandemie abgesagt. | Aufgrund der COVID-19-Pandemie abgesagt. | Aufgrund der COVID-19-Pandemie abgesagt. |
| 19.03.2020 | Thyon   | Aufgrund der COVID-19-Pandemie abgesagt. | Aufgrund der COVID-19-Pandemie abgesagt. | Aufgrund der COVID-19-Pandemie abgesagt. |

### Sprint
| Datum      | Ort                  | 1. Platz                                        | 2. Platz                                        | 3. Platz                                        |
| ---------- | -------------------- | ----------------------------------------------- | ----------------------------------------------- | ----------------------------------------------- |
| 24.01.2020 | Pralognan-la-Vanoise | Bastien Dayer                                   | Jure Aleš                                       | Noé Claye                                       |
| 25.01.2020 | Pralognan-la-Vanoise | Bastien Dayer                                   | Stefan Matter                                   | Nicolas Michel                                  |
| 31.01.2020 | Samoëns              | Stefan Matter                                   | Nicolas Michel                                  | Elie Nabot                                      |
| 06.02.2020 | Rjukan               | Bastien Dayer                                   | Stefan Matter                                   | Nicolas Michel                                  |
| 07.02.2020 | Rjukan               | Bastien Dayer                                   | Nicolas Michel                                  | Jure Aleš                                       |
| 15.02.2020 | Bad Hindelang        | Aufgrund schlechter Wetterbedingungen abgesagt. | Aufgrund schlechter Wetterbedingungen abgesagt. | Aufgrund schlechter Wetterbedingungen abgesagt. |
| 15.03.2020 | Mürren               | Aufgrund der COVID-19-Pandemie abgesagt.        | Aufgrund der COVID-19-Pandemie abgesagt.        | Aufgrund der COVID-19-Pandemie abgesagt.        |
| 16.03.2020 | Mürren               | Aufgrund der COVID-19-Pandemie abgesagt.        | Aufgrund der COVID-19-Pandemie abgesagt.        | Aufgrund der COVID-19-Pandemie abgesagt.        |
| 20.03.2020 | Thyon                | Aufgrund der COVID-19-Pandemie abgesagt.        | Aufgrund der COVID-19-Pandemie abgesagt.        | Aufgrund der COVID-19-Pandemie abgesagt.        |

### Parallelsprint
| Datum      | Ort           | 1. Platz                                        | 2. Platz                                        | 3. Platz                                        |
| ---------- | ------------- | ----------------------------------------------- | ----------------------------------------------- | ----------------------------------------------- |
| 08.02.2020 | Rjukan        | Jure Aleš                                       | Jonas Schmid                                    | Stefan Matter                                   |
| 16.02.2020 | Bad Hindelang | Aufgrund schlechter Wetterbedingungen abgesagt. | Aufgrund schlechter Wetterbedingungen abgesagt. | Aufgrund schlechter Wetterbedingungen abgesagt. |
| 14.03.2020 | Mürren        | Aufgrund der COVID-19-Pandemie abgesagt.        | Aufgrund der COVID-19-Pandemie abgesagt.        | Aufgrund der COVID-19-Pandemie abgesagt.        |
| 21.03.2020 | Thyon         | Aufgrund der COVID-19-Pandemie abgesagt.        | Aufgrund der COVID-19-Pandemie abgesagt.        | Aufgrund der COVID-19-Pandemie abgesagt.        |

## Podestplatzierungen Frauen

### Classic
| Datum      | Ort     | 1. Platz                                 | 2. Platz                                 | 3. Platz                                 |
| ---------- | ------- | ---------------------------------------- | ---------------------------------------- | ---------------------------------------- |
| 29.01.2020 | Samoëns | Johanna Holzmann                         | Amélie Wenger-Reymond                    | Beatrice Zimmermann                      |
| 30.01.2020 | Samoëns | Amélie Wenger-Reymond                    | Jasmin Taylor                            | Beatrice Zimmermann                      |
| 19.03.2020 | Thyon   | Aufgrund der COVID-19-Pandemie abgesagt. | Aufgrund der COVID-19-Pandemie abgesagt. | Aufgrund der COVID-19-Pandemie abgesagt. |
| 19.03.2020 | Thyon   | Aufgrund der COVID-19-Pandemie abgesagt. | Aufgrund der COVID-19-Pandemie abgesagt. | Aufgrund der COVID-19-Pandemie abgesagt. |

### Sprint
| Datum      | Ort                  | 1. Platz                                        | 2. Platz                                        | 3. Platz                                        |
| ---------- | -------------------- | ----------------------------------------------- | ----------------------------------------------- | ----------------------------------------------- |
| 24.01.2020 | Pralognan-la-Vanoise | Amélie Wenger-Reymond                           | Johanna Holzmann                                | Beatrice Zimmermann                             |
| 25.01.2020 | Pralognan-la-Vanoise | Johanna Holzmann                                | Amélie Wenger-Reymond                           | Jasmin Taylor                                   |
| 31.01.2020 | Samoëns              | Amélie Wenger-Reymond                           | Johanna Holzmann                                | Argeline Tan-Bouquet                            |
| 06.02.2020 | Rjukan               | Amélie Wenger-Reymond                           | Johanna Holzmann                                | Argeline Tan-Bouquet                            |
| 07.02.2020 | Rjukan               | Amélie Wenger-Reymond                           | Argeline Tan-Bouquet                            | Jasmin Taylor                                   |
| 15.02.2020 | Bad Hindelang        | Aufgrund schlechter Wetterbedingungen abgesagt. | Aufgrund schlechter Wetterbedingungen abgesagt. | Aufgrund schlechter Wetterbedingungen abgesagt. |
| 15.03.2020 | Mürren               | Aufgrund der COVID-19-Pandemie abgesagt.        | Aufgrund der COVID-19-Pandemie abgesagt.        | Aufgrund der COVID-19-Pandemie abgesagt.        |
| 16.03.2020 | Mürren               | Aufgrund der COVID-19-Pandemie abgesagt.        | Aufgrund der COVID-19-Pandemie abgesagt.        | Aufgrund der COVID-19-Pandemie abgesagt.        |
| 20.03.2020 | Thyon                | Aufgrund der COVID-19-Pandemie abgesagt.        | Aufgrund der COVID-19-Pandemie abgesagt.        | Aufgrund der COVID-19-Pandemie abgesagt.        |

### Parallelsprint
| Datum      | Ort           | 1. Platz                                        | 2. Platz                                        | 3. Platz                                        |
| ---------- | ------------- | ----------------------------------------------- | ----------------------------------------------- | ----------------------------------------------- |
| 08.02.2020 | Rjukan        | Amélie Wenger-Reymond                           | Beatrice Zimmermann                             | Kaja Bjørnstadt Konow                           |
| 16.02.2020 | Bad Hindelang | Aufgrund schlechter Wetterbedingungen abgesagt. | Aufgrund schlechter Wetterbedingungen abgesagt. | Aufgrund schlechter Wetterbedingungen abgesagt. |
| 14.03.2020 | Mürren        | Aufgrund der COVID-19-Pandemie abgesagt.        | Aufgrund der COVID-19-Pandemie abgesagt.        | Aufgrund der COVID-19-Pandemie abgesagt.        |
| 21.03.2020 | Thyon         | Aufgrund der COVID-19-Pandemie abgesagt.        | Aufgrund der COVID-19-Pandemie abgesagt.        | Aufgrund der COVID-19-Pandemie abgesagt.        |